# Péronne-en-Mélantois
Péronne-en-Mélantois é uma comuna francesa na região administrativa de Altos da França, no departamento do Norte. Estende-se por uma área de 1.14 km². Em 2010 a comuna tinha 932 habitantes (densidade: 817,5 hab./km²).